# Gråhuvad feflugsnappare
Gråhuvad feflugsnappare (Culicicapa ceylonensis) är en asiatisk tätting som numera placeras i den nyskapade familjen feflugsnappare.

## Utseende
Gråhuvad feflugsnappare är en 12-13 cm flugsnapparliknande fågel med fyrkantigt, grått huvud, kanariegul buk och gulgrön ovansida. De födosöker som flugsnappare och ses ofta sitta mycket upprätt. Könen är lika. Näbben är mycket tillplattad och bred, sedd ovanifrån som en liksidig triangel, och kantad av långa borst..

## Utbredning och systematik
Gråhuvad feflugsnappare delas in i fem underarter med följande utbredning:
- Culicicapa ceylonensis calochrysea – häckar från norra Pakistan och norra Indien till södra Kina, Myanmar och Indokina; övervintrar till centrala Indien
- Culicicapa ceylonensis ceylonensis – södra Indien och Sri Lanka
- Culicicapa ceylonensis antioxantha – Malackahalvön, Sumatra, Java, Bali och Borneo
- Culicicapa ceylonensis sejuncta – Lombok och Flores i västra Små Sundaöarna
- Culicicapa ceylonensis connectens – Sumba i västra Små Sundaöarna

De flesta populationer är stannfåglar, utom de i Himalaya som rör sig söderut till Indiska subkontinenten vintertid.

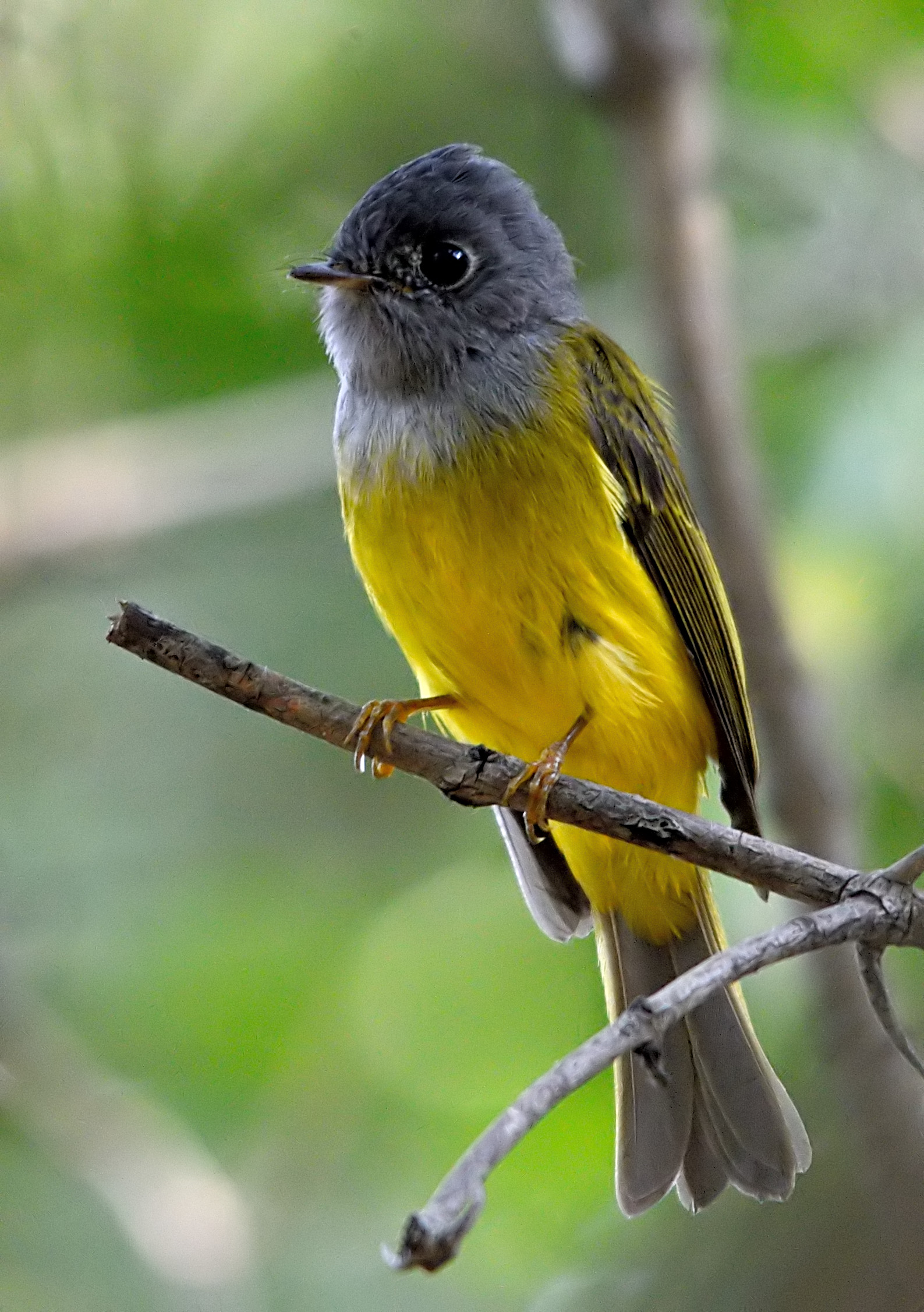
Underarten ceylonensis.

### Familjetillhörighet
Fågeln fördes tidigare till familjen monarker, men DNA-studier visar att den tillhör en liten grupp tättingar som troligen är avlägset släkt med bland annat mesar. Dessa har nyligen urskiljts till den egna familjen Stenostiridae.

## Levnadssätt
Gråhuvad feflugsnappare häckar i bergsbelägna lövskogar, ofta med inslag av ek. Utanför häckningstid ses de även på lägre nivåer (september till mars i Indien) där de föredrar relativt uppvuxen ungskog, övergivna plantage och övervuxna trädgårdar, vanligen nära vatten och strömmande vattendrag. Den är mycket aktiv dagen igenom och födosöker på alla nivåer i skogen genom att på flugsnapparmanér göra utfall mot flygande insekter från en sittplats. Den ses i par eller i artblandade flockar.

### Häckning
Fågeln häckar sommartid, i Indien från april till juni, möjligen något senare i västra Kina.
). Honan bygger ensam det skålformade boet som hålls ihop av spindelväv och ofta täcks med satts sätts fast vid mossa, mot en trädstam, en sten eller en hylla på en jordbank. Den lägger tre till fyra ägg. Visselhökgöken har noterats som boparasit på norra Borneo.

## Status och hot
Arten har ett stort utbredningsområde, men tros minska i antal, dock inte tillräckligt kraftigt för att den ska betraktas som hotad. Internationella naturvårdsunionen IUCN listar arten som livskraftig (LC). Världspopulationen har inte uppskattats, men den beskrivs som vanlig.